# Whitmoregebirge
Das Whitmoregebirge (englisch Whitmore Mountains) ist eine isolierte Gruppe von drei Bergen und einigen Nunatakkern, die sich über eine Länge von 24 km im westantarktischen Ellsworthland erstrecken. Zu diesem Gebirge gehören Mount Seelig mit einer Höhe von 3020 m, Mount Radlinski mit 2750 m, Mount Chapman mit 2715 m und die Gruppe der Linck-Nunatakker.  Geologisch bildet es zusammen mit dem Ellsworthgebirge als Ellsworth-Whitmore-Mountains-Block eine Einheit.
Der US-amerikanischen Kartograf William Hanell Chapman (1927–2007) kartierte das Gebirge am 2. Januar 1959 im Zuge einer Erkundungsreise des United States Geological Survey zu den Horlick Mountains zwischen 1958 und 1959. Das Advisory Committee on Antarctic Names benannte es 1962 nach dem US-amerikanischen Topografieingenieur George D. Whitmore, Kartograf des Scientific Committee on Antarctic Research.

## Geologie
Die tektonische, sedimentäre und magmatische Entwicklung ist im Artikel Ellsworthgebirge dargelegt.